# Ваймиж
Ваймиж (устар. Ваймиш) — река в России, протекает по Архангельской области. Устье реки находится в 57 км от устья Юмижа по правому берегу. Длина реки составляет 56 км. Площадь водосборного бассейна — 320 км².

## Притоки
От устья к истоку:
- 26 км: река Алтурсова (лв.)[3]
- 27 км: река Подъедомка (лв.)[3]

## Данные водного реестра
По данным государственного водного реестра России относится к Двинско-Печорскому бассейновому округу, водохозяйственный участок реки — Северная Двина от впадения реки Вычегда до впадения реки Вага, речной подбассейн реки — Северная Двина ниже места слияния Вычегды и Малой Северной Двины. Речной бассейн реки — Северная Двина.
Код объекта в государственном водном реестре — 03020300112103000027586.